# Pfarrkirche Mallnitz

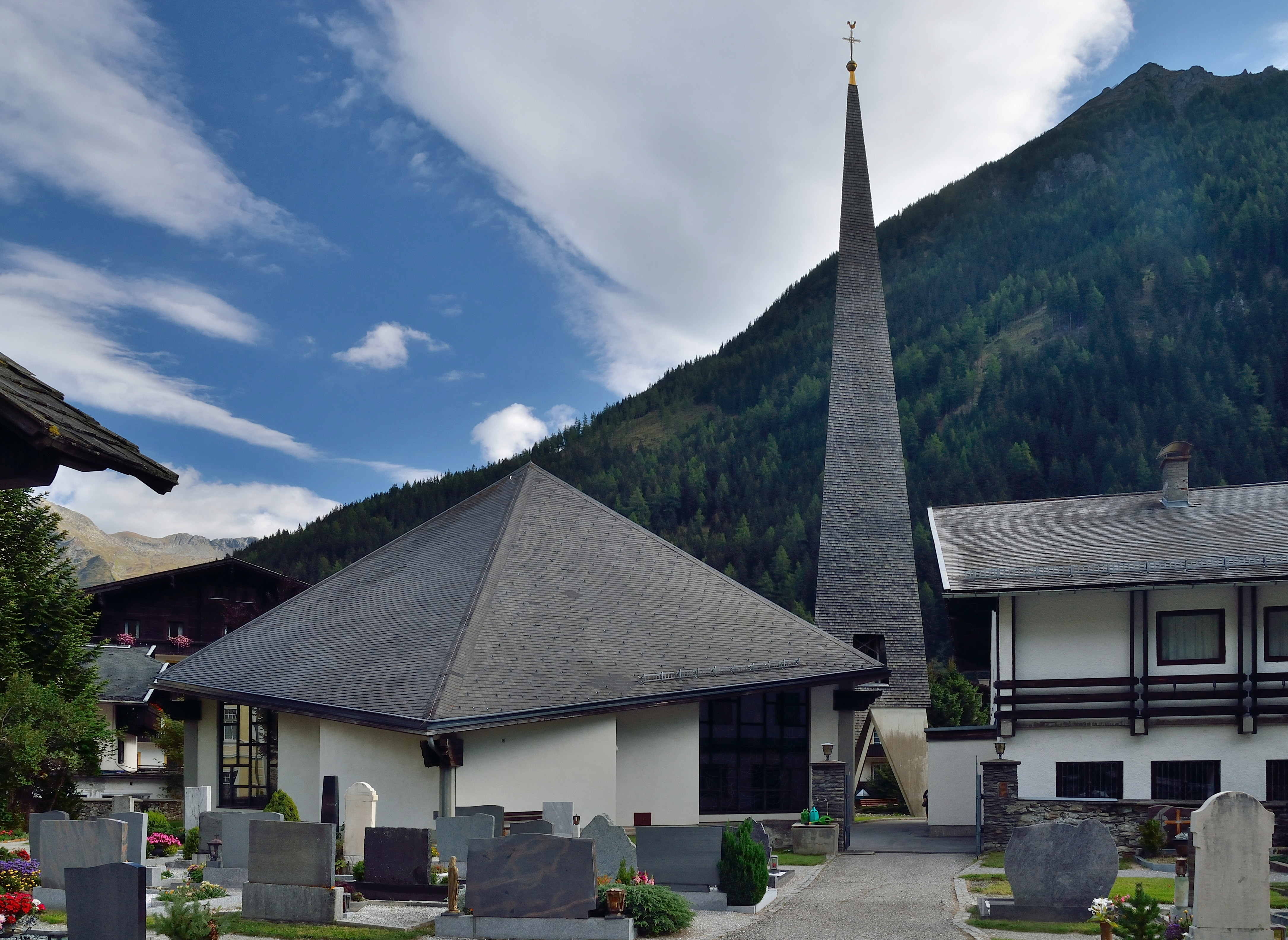
Katholische Pfarrkirche Christkönig in Mallnitz

Zentralraum, Blick zum Altarraum

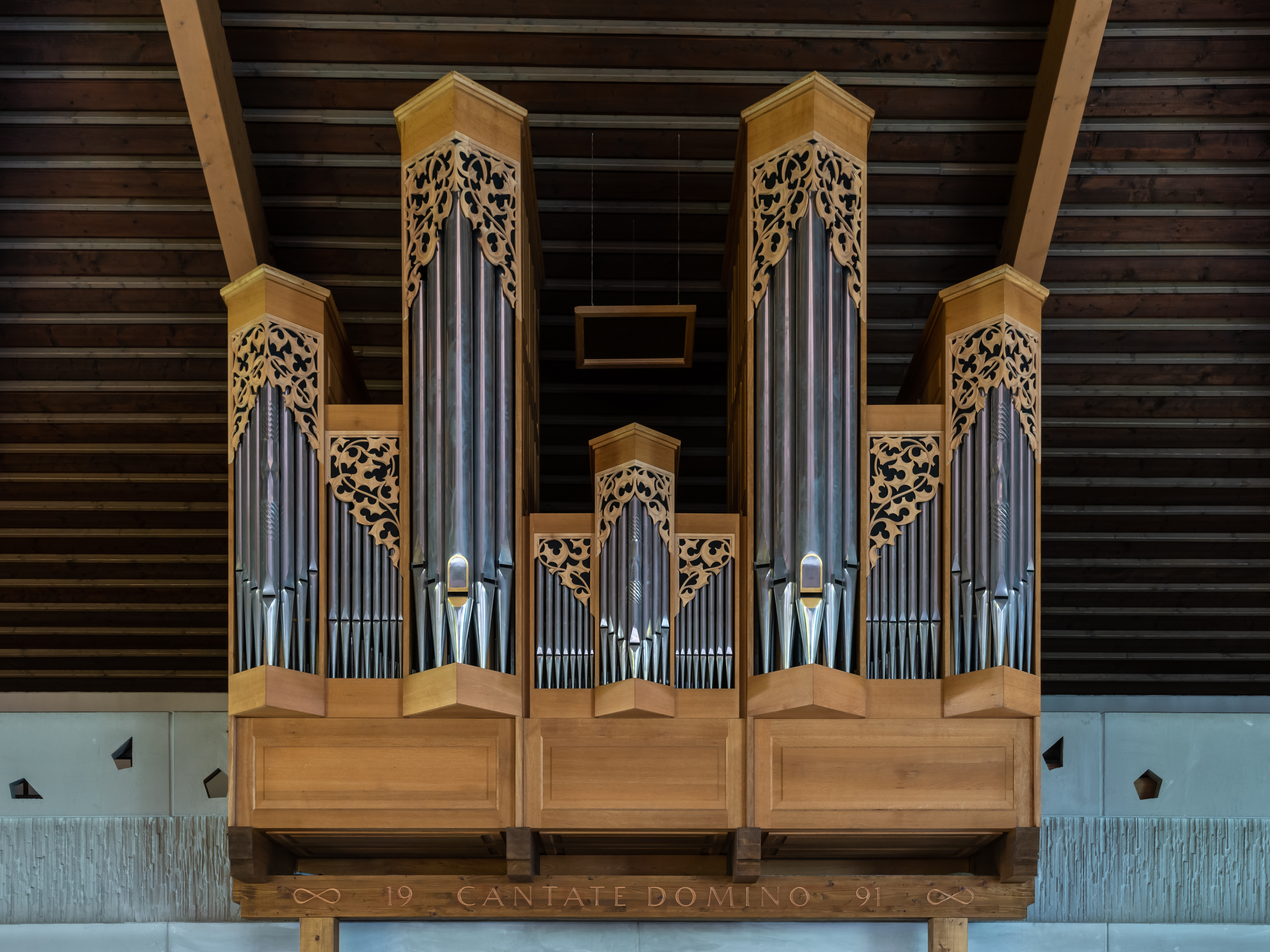
Orgel

Die römisch-katholische Pfarrkirche Mallnitz steht in der Gemeinde Mallnitz im Bezirk Spittal an der Drau in Kärnten. Die dem Fest Christkönig unterstellte Pfarrkirche gehört zum Dekanat Obervellach in der Diözese Gurk-Klagenfurt. Die Kirche steht unter Denkmalschutz (Listeneintrag).

## Geschichte
Die Vorgängerkirche wurde 1758 auf den hl. Aloisius geweiht. Der Kirchenneubau wurde 1974/1975 nach den Plänen des Architekten Kurt Miessler erbaut.

## Architektur
Der zeltartige Kirchenbau der Moderne mit einem innen offenen zeltartigen Dachstuhl hat einen spitzen geschindelten Glockenturm.

## Ausstattung
Die Einrichtung entstand in der Bauzeit. Die Kirche erhielt 1991 eine neue Orgel.